# Puysségur
Puysségur é uma comuna francesa na região administrativa de Occitânia, no departamento de Alta Garona. Estende-se por uma área de 5,44 km². Em 2010 a comuna tinha 147 habitantes (densidade: 27 hab./km²).